# Core (album de Persefone)
Pour les articles homonymes, voir Core.
Albums de Persefone
Truth Inside the Shades
(2004) Shin-Ken
(2009)
Core est le deuxième album du groupe de metal andorran Persefone. L'album est sorti le 23 août 2006 par le label Soundholic. L'album a été réédité le 18 avril 2014. Core est sorti dans le monde entier via Vicisolum Records. L'album comprenait un livret de 16 pages et une piste bonus. Pere Revert (Shin-Ken, Spiritual Migration) a participé à la production de l'album.

## Concept
L'album contient 3 chansons, chacune d'une durée moyenne de 23 minutes, comprenant plusieurs actes et plusieurs parties nommées Sanctuary: Light and Grief (4 actes et 11 parties), Underworld: The Fallen and the Butterfly (4 actes et 10 parties) et Seed: Core and Persephone (5 actes et 7 parties). L'album raconte l'histoire mythologique grecque de Perséphone. Le titre de l'album dérive de Kore (prononcé KOR-ee), un nom alternatif pour Perséphone.

## Liste des titres
| 1.    | Sanctuary: Light and Grief               | 23:45 |
| 2.    | Underworld: The Fallen and the Butterfly | 23:27 |
| 3.    | Seed: Core and Persephone                | 22:46 |
| 69:58 |                                          |       |